# Edenophorus simplex
Edenophorus simplex är en tvåvingeart som beskrevs av Sinclair 2002. Edenophorus simplex ingår i släktet Edenophorus och familjen dansflugor. Inga underarter finns listade i Catalogue of Life.